# 5608 Olmos
5608 Olmos eller 1993 EO är en asteroid i huvudbältet som upptäcktes den 12 mars 1993 av de båda japanska astronomerna Seiji Ueda och Hiroshi Kaneda i Kushiro. Den är uppkallad efter den amerikanske skådespelaren Edward James Olmos.
Asteroiden har en diameter på ungefär 6 kilometer och den tillhör asteroidgruppen Henan.